# زينة السادات الهمايوني
زينة السادات الهمايوني (الفارسية: زینت‌السادات علویه همایونی) المعروفة أيضًا بـ(علوية همايوني)، و(زينة السادات العلوي الهمايوني) (1917 - 2 تموز 2016 م) كانت عالمة دين من أصفهان، في إيران، وهي أبرز طالبة لنصرت أمين من مجتهدات إيران الرائدات في القرن العشرين.

## السيرة
الهمايوني هي كاتبةٌ وفقيهةٌ ومجتهدةٌ شيعية. تتلمذت على يد السيدة أمينة الأصفهانية. كانت أول طالبةٍ في كلية اللاهوت وعلم الكلام تجتاز امتحان القبول الجامعي الحديث، وقُبلت عام 1964 م.
في عام 1965 م، شاركت في تأسيس مدرسة إسلامية نسائية سُميَت "مكتب فاطمة"، مع العالمة البارزة السيدة أمين. تولت الهمايوني منصب مديرة المدرسة وظلت في هذا المنصب حتى عام 1992. كان إنشاء المدرسة فكرة الهمايوني في المقام الأول. وهي من اتخذت قرارات إدارية رئيسة ووضعت برنامج الدراسة.
وعندما تقاعدت الهميوني، تولى الحاج آقا حسن الإمامي، أحد أقارب الهمايوني، إدارة المدرسة لحين توفر البديل.
وقد ترجمت الهمايوني كتابين من العربية إلى الفارسية، وهي أيضًا مؤلفة كتابين.

## التقديرات
في عام 2009، اختارها المرشد الأعلى لإيران كوجه المثابرة في كل إيران.
وفي عام 2011 أُقيم مؤتمر تكريم لنشاطاتها مع رسول رئيس إيران.

## الكتب
- شخصية زن (سمات شخصية المرأة)، طهران، 1369 هجري شمسي [1990 م].
- "مظهر أخلاق الله" ، طهران، دفتر اكتشافات إسلامي، 1377 هجري شمسي [1998 م].
- الترجمة الفارسية لكتاب أسرار الآيات لمحمد بن إبراهيم صدر الدين الشيرازي (1573-1641)، طهران، 1984.
- الترجمة الفارسية لكتاب ترجمه أربعين الهاشمية لنصرت أمين، طهران: الهدى، 1365 هجري شمسي [1986 م].
- سيرة السيدة أمين[10]

## الأساتذة
- السيدة أمين
- حيدر علي محقق
- صدر كوباني
- نور الدين أشني[11][12]